# Hammu-Rabi
|  | No s'ha de confondre amb Hammurabi. |

Hammu-Rabi fou el segon rei conegut de Kurda successor de Bunu-Ishtar. Va demanar a Ishme-Dagan I d'Ekallatum de mediar per ell davant Hammurabi de Babilònia. Es va enfrontar amb Qarni-Lim d'Andarig. Atamrum, rei d'Allahad el va adoptar com a fill que li va demanar fer de mediador amb Zimrilim. Atacà Surnat i va tenir el suport dels anomenats azuhinites i de la gent de Burallum. Aliat a Atamrum van mobilitzar les seves forces però la unió es va trencar aviat. Després es va entrevistar amb Ishme-Dagan a Razum i van atacar Surra. Els aliats van dominar Subartum. Hammu-Rabi va atacar Surnat i va ocupar Adallaya; el país d'Hadnum es va passar al seu bàndol i va refusar ajudar a Ashkur-Addu que s'habvia aliats als yamutbal. Va fer un tractat amb Zaziya dels turuqueus i va planejar una aliança amb Hammurabi de Babilònia contra Zimrilim de Mari i contra Andarig governada ara per Ashkur-Addu. Va fer la pau amb Himdiya, el general en cap d'Atamrum.